# San Vicente de Arévalo
San Vicente de Arévalo község Spanyolországban, Ávila tartományban. San Vicente de Arévalo Tiñosillos, Pedro-Rodríguez, Cabezas de Alambre, Donjimeno, Langa, Castile-Leon és Nava de Arévalo községekkel határos. Lakosainak száma 165 fő (2024).

## Népesség
A település népessége az utóbbi években az alábbiak szerint változott:
| Lakosok száma | 229  | 225  | 217  | 207  | 199  | 201  | 185  | 169  | 172  | 165  |
|               | 2001 | 2004 | 2006 | 2009 | 2011 | 2014 | 2016 | 2019 | 2021 | 2024 |